# Mahmoud Saeed
Mahmoud Saeed (arabo:محمود سعيد; Mosul, 1939 – Chicago, 28 gennaio 2025) è stato uno scrittore e blogger iracheno naturalizzato statunitense che scrisse più di venti libri tra romanzi e raccolte di racconti di origine irachena,.  Il suo libro più famoso è Saddam City, basato sulle sue vere esperienze come prigioniero politico in Iraq durante il regime di Saddam Hussein: fu pubblicato nel 2004 da Dar Al-Saqi a Londra dopo che anni prima la sua uscita era stata bloccata dalla censura irachena.  Il titolo è stato cambiato dal titolo arabo originale che è Io sono colui che ha visto ("I am the One Who Saw", in arabo: أنا الذي رأى). Scrisse inoltre centinaia di articoli su riviste e giornali, e fu attivo sul web con un proprio blog.

## Biografia
Nato a Mosul nel 1939, Mahmoud Saeed ha iniziato a scrivere racconti in tenera età. Nel 1956, quindi a 17 anni, Saeed scrisse un pluripremiato racconto sul giornale Fata Al-Iraq, Newspaper. Nel 1957 pubblicò una raccolta di racconti tra cui Port Saeed. Nel 1963, dopo il colpo di stato del regime baathista, il governo distrusse i suoi due manoscritti di romanzi, uno in fase di revisione, "The Old Case" e "The Strike".
Nel 1968 la censura governativa impedì la pubblicazione del suo romanzo Ritmo e ossessione e nel 1970 vietò l'uscita del suo romanzo Rue Ben Barka. Rue Ben Barka fu poi pubblicato quindici anni dopo in Egitto nel 1985, in Giordania nel 1992/1993 e a Beirut nel 1997. Dal 1963 al 2008 le autorità irachene vietarono la pubblicazione di qualsiasi suo libro. Sei volte finì in carcere, dove venne anche torturato. Su quelle esperienze scrisse "Saddam City". Nel 1985 Saeed lasciò l'Iraq, emigrando negli Emirati Arabi Uniti. Dopo la guerra del Golfo del 1991, Saeed tornò in Iraq, ma ben presto fuggì di nuovo a Dubai.
Nel 1999 emigrò negli Stati Uniti. Si stabilì a Chicago dove entrò alla DePaul University e insegnò arabo. ad insegnare cultura araba e storia politica irachena e ottenne la cittadinanza statunitense. Nel 2008, la Syracuse University Press pubblicò due dei suoi racconti, "Bitter Morning" e "A Figure in Repose". Nel 2010, fu uno dei numerosi scrittori descritti in un articolo del New Yorker sul romanzo arabo contemporaneo e partecipò regolarmente ai programmi mensili tenuti dalla Society of Midland Authors, di cui era membro. Sempre quell'anno "Il mondo attraverso gli occhi degli angeli", ambientato a Mosul, vinse il King Fahd Center Translation of Arabic Literature Award – un premio sia per il romanzo che per la traduzione – e venne pubblicato dalla Syracuse University Press nel 2011. Il romanzo è stato tradotto da Allen Salter in collaborazione con Zahra Jishi e Rafah Abuinnab. Nel 2014, il Guild Literary Complex lo ha nominato uno dei "25 scrittori [di Chicago] da tenere d'occhio". Nel 2016, scrisse sul New York Times un editoriale, definito "inquietante", sulla distruzione della Mosul storica per mano dello Stato islamico.

### Saddam City
Saddam City, pubblicato nel 2004 da Dar Al-Saqi a Londra, è il romanzo più famoso di Saeed con il titolo cambiato da quello arabo originale, Io sono colui che ha visto, ed è stato tradotto in inglese dal professore di sociologia del Lake Forest College Ahmad Sadri.
Saddam City descrive la paura e la disperazione dell'insegnante di Baghdad, Mustafa Ali Noman, mentre viene trasportato da una prigione all'altra dopo essere stato arrestato dalle forze di sicurezza irachene durante l'apice del governo di Saddam Hussein negli anni '70. L'insensatezza del suo arresto e le torture che lui e gli altri prigionieri subiscono spingono Mustafa a vedere l'Iraq di Saddam Hussein come un luogo in cui "essere liberi significava solo una cosa: arresto imminente". Il romanzo è basato sulle sue esperienze di prigioniero politico in Iraq.
Il libro è stato accolto bene dalla critica, una delle quali ha definito il romanzo di Saeed "... Convincente ... un racconto semplicemente bello, anche se inevitabilmente straziante". Amazon.com ha anche scritto che "il devastante romanzo di Mahmoud Saeed evoca le opere di Kafka, Solzhenitsyn ed Elie Wiesel". È un vivido resoconto del trattamento sfrenato e brutale del popolo iracheno da parte della temuta polizia segreta di Saddam Hussein e dell'arbitrarietà della vita sotto la tirannia. Il romanzo è stato applaudito per aver evidenziato gli aspetti positivi della cultura araba e irachena, tra cui l'amicizia, la comunità, il rispetto, la generosità e l'ospitalità. Saddam City è stato anche considerato uno dei migliori 56 romanzi al mondo dal sito Library Thing.
L'ex presidente della Midland Authors, Robert Loerzel, ha dichiarato: "I romanzi di Mahmoud 'Saddam City' e 'Il mondo attraverso gli occhi degli angeli' mi hanno aiutato ad aprire gli occhi sulla prospettiva del popolo iracheno e su come sia sopravvissuto eroicamente agli enormi sconvolgimenti nella sua patria. Mahmoud frequentava spesso i programmi della Midland Authors, chiacchierando amabilmente con Allen Salter, che aveva tradotto alcuni dei suoi romanzi. Sentivo che Mahmoud era ansioso di trovare una comunità letteraria nella sua nuova città. Parlava spesso di quanto fosse difficile per gli autori arabi pubblicare il loro lavoro, sia in lingua originale che in traduzione. Leggendo i suoi libri ci si chiede quanti altri racconti validi rimangano non tradotti in inglese, ancora in attesa di essere scoperti da un pubblico più ampio".
Secondo l'autore, la trascrizione originale del romanzo includeva due capitoli aggiuntivi. Questi, tuttavia, sono stati censurati dal romanzo dalla corporazione della letteratura araba di Damasco, in Siria. Per questo motivo, lo pubblicò inizialmente con uno pseudonimo, Mustafa Ali Nooman nel 1981. Il libro è stato ripubblicato al Cairo, in Egitto, con il suo vero nome nel 2006.

### Morte
Saeed è morto all'Illinois Masonic Medical Center di Chicago, il 28 gennaio 2025, all'età di 86 anni. Ha lasciato un figlio in Norvegia e una figlia a Dubai.

## Opere
- 1955 – Ominous Gun. Questo racconto vince il premio del Fata Al Iraq Newspaper (Iraqi Young).[17]
- 1957 – Port Saeed and Other Stories. Racconti. Baghdad. C'è una copia nella Biblioteca Nazionale di Baghdad.[18][19][20][21]
- 1963 – The Old Case. Romanzo. Pubblicato a Baghdad dall'Unione degli scrittori iracheni, ma è stato distrutto pochi giorni dopo il colpo di stato e il nuovo governo.[22][23]
- 1968 – Rhythm and obsession. Romanzo. Il governo ha impedito la pubblicazione del romanzo, ma alla fine è stato pubblicato in Siria. Casa Almada Damasco, 1995.[20][24]
- 1970 – Rue Ben Baraka. Romanzo. Bandito in Iraq, è stato pubblicato al Cairo nel 1987 (ISBN 978-1-56656-926-2), poi a Dar al-Caramel Amman, Giordania nel 1993. È stato pubblicato di nuovo a Dar al-Carmel, in Giordania, nel 1995, poi nella Casa delle Arti di Beirut, in Libano, nel 1997. Ha vinto il Premio del Ministero dell'Informazione nel 1994.[25]
- 1981 – I am The One Who Saw. Romanzo. La censura siriana ne ha cancellato due capitoli e poi si è rifiutata di pubblicarlo. Nel 1995 è stato pubblicato a Dar Al Mada, in Siria. Scritto con lo pseudonimo di Mustafa Ali Noman.[26]
- 1996 – End of the Day. Novel. Club Story award. Cairo 1996. Published at Dar Al-Hayat. Beirut.[27]
- 1997 – Birds of Love, and War. Raccolta di racconti. Casa Sina. Cairo.[28]
- 1997 – Rue Ben Barka. Romanzo. Scritto nel 1970. Bandito in Iraq e pubblicato quindici anni dopo in Egitto, Giordania e Beirut.[25]
- 1998 – Beautiful Death. Romanzo. Damasco. Dar Al Mada, Siria.[29]
- 1999 – Courageous Woman. Racconto per bambini. Ha vinto il Premio Sheikha Fatima.[19][30]
- 1999 – Before Love, After Love. Romanzo. Damasco. Dar Al Mada, Siria.[31]
- 2003 – Aldhalan. Romanzo. Casa delle Arti. Beirut.[32]
- 2003 – Saddam City (titolo originario: I am the One Who Saw). Dar Al-Saqi. Londra. ISBN 9780863563508[33][34]
- 2005 – Almunsdh. Raccolte di racconti. Cairo.[35]
- 2006 – Two Lost Souls (titolo tradotto in inglese di Aldhalan). Chicago, ISBN 9780977831104[36]
- 2006 – I am The One Who Saw. Il romanzo completo (comprese le sezioni censurate). Dar Al-Hilal. Cairo.[37]
- 2006 – The World through the Eyes of the Angels. Romanzo. Casa Merritt. Cairo.[38][39]
- 2007 – Girls of Jacob. Romanzo. Casa Nelson. Beirut.[40][41]
- 2008 – Girls of Jacob. Romanzo. Casa Fadaat. Amman. Giordania.[42][40]
- 2008 – Trilogy of Chicago. Romanzi, Casa di Afaaq- Orizzonti. Cairo.[43]
- 2008 – I am The One Who Saw. Romanzo, scelto come uno dei 56 migliori romanzi al mondo da Library Thing.
- 2009 – Warriors of the Sky. Racconto breve. Pubblicato nella raccolta "Libertà: Racconti che celebrano la Dichiarazione Universale dei Diritti dell'Uomo". Mahmoud Saeed è stato scelto da Amnesty International (tra trentasette scrittori internazionali) per scrivere questo racconto sui principi delle Nazioni Unite.[44][45]
- 2009 – Soldier and Pigs. Raccolta di racconti, Dar Fadaat House. Amman.[46][47]
- 2009 – Paris Evening. Raccolta di racconti. Casa Dar Fadaat. Amman.[48][49]
- 2010 – Stab.  Romanzo. Casa Dar Fadaat. Amman. Giordania.[49][50]
- 2011 – Ash Shahenah "The Truck" Shams house, Il Cairo-Egitto.[51]
- 2011 – Deer Valley. Romanzo. Istituto arabo per la ricerca e l'editoria. Amman. Giordania.[52][53]
- 2011 – Leap frog.  Romanzo. Dar Alghawoon. Beirut Libano.[54][55]
- 2012 – The world through the eyes of Angels. New York. Syracuse University.[56]
- 2012 – Nozzle in space. Romanzo. Casa editrice Sharq gharb. Beirut, Libano.[57]
- 2012 - Lizards' Colony. Racconto pubblicato da "World literature today", novembre 2012.[57]
- 2013 - Brooklyn rail magazine, love and demonstration, and nominated to pushcart [www.Brooklyn rail magazine, love and demonstration, Mahmoud Saeed, 3 maggio 2013]
- 2013 – Ben Barka Lane in inglese pubblicato da "Interlink Publishing House", New York.[57]
- 2014 - Yunus and Yusuf Brooklyn Rail.[57]
- 2014 - Hunting wild ducks, in arabo,  pubblicazione Defaf. Qater.[57]
- 2014 - 15 maggio, The Gild Literary Complex sceglie 25 scrittori provenienti da tutta Chicago per celebrare il 25º anniversario del Guild Literary Complex.
- 2015 - A portal in Space. University of taxes press. Library of congress: 2015943881 ISBN 978-1-4773-0810-3

## Premi e riconoscimenti
- 1956 - Premio Miglior Racconto Breve: La sfortunata Venezia 1956. Giornale del ragazzo iracheno. Mosul, Iraq.
- 1966 - Premio Egyptian Story Club per il romanzo: La guerra è finita? La fine della giornata 1966 - Il Cairo
- 1993 - Premio del Ministero dell'Informazione per il miglior romanzo: (Zanga bin Barka 1993) Baghdad, Iraq.
- 1999 - Sheikha Fatima Award per il breve racconto per bambini Courageous Woman
- 2010 - Miglior romanzo tradotto in inglese: Il mondo negli occhi degli angeli, novembre 2010.